# تام وارد
تام وارد (انگلیسی: Tom Ward؛ زادهٔ ۱۱ ژانویهٔ ۱۹۷۱) بازیگر اهل بریتانیا است.
از فیلم‌ها یا برنامه‌های تلویزیونی که وی در آن نقش داشته‌است می‌توان به قلم‌پرها، هاوکینگ، واریور، دشمنان ملت، آدمکشان میدسامر، کلاه سرخ، مارپل آگاتا کریستی، دکتر هو، آنا کارنینا، وقایع‌نگاری فرانکنشتاین، قلب من، پلانکت و مک‌لین و شاهد خاموش اشاره کرد.